# آندریا بدوشی
آندریا بدوشی (انگلیسی: Andrea Beduschi؛ زادهٔ ۲۵ فوریهٔ ۱۹۹۲) بازیکن فوتبال اهل ایتالیا است.
از باشگاه‌هایی که در آن بازی کرده‌است می‌توان به باشگاه فوتبال مونتسا، باشگاه فوتبال اسپال، و باشگاه فوتبال لچه اشاره کرد.